# الاتحاد العربي للمكتبات والمعلومات

شعار الاتحاد

## نشأته
أعلن عن نشأة الاتحاد العربي للمكتبات والمعلومات (Arab Federation For Libraries and Information) يوم 19 كانون الثاني 1986 بمدينة القيروان على هامش الندوة العلمية الثالثة التي نظمها المعهد الأعلى للتوثيق بتونس في الفترة بين 16 و20 من نفس الشهر، تحت إدارة أ. د. عبد الجليل التميمي، وبمشاركة عدد من أعلام المكتبات والمعلومات في من الدولة العربية التالية، هي على التوالي: الأردن، تونس، الجزائر، السعودية، سوريا، العراق، الكويت، ليبيا، مصر، اليمن.
لقد كان ظهور الاتحاد تتويجا لعدة دعوات جاءت من بعض العواصم العربية مشرقا ومغربا، بيروت (1959)، بغداد (1977)، عمان (1984)، تونس (1979-1984-1985).
وقد سمي في البداية «الاتحاد العربي للمكتبيين وأخصائي المعلومات»، إلا أن الجمعية العامة الأولى للإتحاد التي انتظمت بالحمامات -تونس في كانون الأول 1986 غيرت اسمه ليصبح «الاتحاد العربي للمكتبات والمعلومات».
وخلال نفس هذه الجمعية العامة تم انتخاب أول مكتب للاتحاد يتكون من الأساتذة:
د. وحيد قدورة: رئيسا للإتحاد؛
أ. يوسف قنديل: نائبا للرئيس؛
د. جاسم محمد جرجيس أمينا عاما؛
أ. رشيد عبد الحق: أمين المال؛
د. أبو بكر الهوش: عضوا؛
د. شعبان عبد العزيز خليفة: عضوا؛
د.محمد بن حسن الزبير: عضوا.
وتتمثل مهمة المكتب التنفيذي في إعداد جدول أعمال الجمعية العامة، ومشروع الميزانية، وبرامج الأنشطة الأخرى للاتحاد، وكذا متابعة برامج العمل التي أقرتها الجمعية العامة، كما يشكل اللجان الدائمة، واللجان المؤقتة المطلوبة لتنفيذ المهام التي يعهد بها إليه، كما ينظر في طلبات العضوية بالاتحاد.

## أهدافه
طرح الاتحاد العربي للمكتبات والمعلومات منذ إنشائه تحقيق عدد من الأهداف من بينها:
1 ـ تعزيز علاقات التعاون بين الجمعيات والمؤسسات المكتبة في الوطن العربي.
2- العناية بالتراث العربي المكتوب، والسمعي البصري، الموزع في كل مكان، والتعريف به.
3- المساعدة على الارتقاء بالمهنة، والرفع من منزلتها.
4- إعداد وتشجيع البحوث العلمية، والدراسات، في مجال المكتبات والمعلومات، وعقد الندوات، والمؤتمرات، والحلقات الدراسية المتخصصة.
5- السعي إلى تحسين مستوى التعليم بمؤسسات إعداد وتأهيل المكتبيين وأخصائي المعلومات.
6- العمل على توحيد المصطلحات في مجال المكتبات والمعلومات.
7- السعي لاستصدار الأنظمة واللوائح المتعلقة بالمكتبات، ومؤسسات المعلومات.
8- المساهمة في إصدار الأدلة المتخصصة، وإعداد أدوات، وركائز العمل الأساسية.
9- تشجيع قيام الجمعيات الوطنية للمكتبيين وأخصائي المعلومات في الأقطار العربية التي لم تؤسس فيها بعد.
10- إصدار دورية مهنية متخصصة تكون لسان حال الاتحاد.
11- التعاون مع المنظمات العربية والدولية، التي لها علاقة بأهداف الاتحاد.

## الأنشطة العلمية
نظم الاتحاد العربي للمكتبات والمعلومات منذ سنة 1988، عددا من الأنشطة العلمية من ندوات ومؤتمرا جمعت عددا معتبرا من المكتبيين والمتخصصين في علوم المكتبات، ليتعارفوا، ويتعاونوا وينسقوا مجهوداتهم في سبيل الرفع من شأن المهنة المكتبية، والتعريف بها داخل حدود الوطن العربي، وخارجها.
- الندوة العربية الأولى حول: «التكشيف والتصنيف بمراكز المعلومات العربية»، زغوان- تونس، شباط 1988.
- الندوة العربية الثانية حول: «تقنيات المعلومات والاتصالات في الوطن العربي: تحديات المستقبل»، مدينة تونس بالجمهورية التونسية، كانون الثاني 1989.
- الندوة العربية الثالثة حول: " المعلومات في خدمة التنمية بالبلاد العربية، زغوان-تونس، تشرين الأول 1991.
- الندوة العربية الرابعة حول: «المكتبات الجامعية دعامة للبحث العلمي والعمل التربوي في الوطن العربي»، زغوان-تونس، كانون الأول 1993.
- الندوة العربية الخامسة حول: «وضعية دراسات المكتبات والمعلومات في الوطن العربي: التوجهات المستقبلية»، زغوان-تونس، في شهر تشرين الأول 1994.
- الندوة العربية السادسة حول: «المكتبات الوطنية والعامة ودورها في إرساء النظم العربية للمعلومات»، زغوان-تونس، تشرين الأول 1995.
- الندوة العربية السابعة حول: «النشر والضبط البيبليوغرافي للإنتاج الفكري العربي»، مدينة عمان بالمملكة الأردنية الهاشمية في شهر تشرين الثاني 1996.
- المؤتمر الثامن حول: «تكنولوجيا المعلومات في المكتبات ومراكز المعلومات العربية بين الواقع وتحديات المستقبل»، مدينة القاهرة بجمهورية مصر العربية في شهر تشرين الثاني 1997.
- المؤتمر التاسع حول: «الإستراتيجية الموحدة للمعلومات في عصر الإنترنت ودراسات أخرى»، مدينة دمشق بالجمهورية العربية السورية في شهر تشرين الأول 1998.
- المؤتمر العاشر حول: «المكتبة الالكترونية والنشر الإلكتروني وخدمات المعلومات في الوطن العربي»، مدينة نابل - تونس في شهر تشرين الأول سنة 1999.
- المؤتمر الحادي عشرحول: «نحو إستراتيجية لدخول الإنتاج الفكري المكتوب باللغة العربية في الفضاء الإلكتروني»، مدينة القاهرة بجمهورية مصر العربية في شهر آب 2000.
-المؤتمر الثاني عشر حول: «المكتبات العربية في مطلع الألفية الثالثة: بنى، تقنيات وكفاءات متطورة»، مدينة الشارقة بدولة الإمارات العربية المتحدة في شهر تشرين الثاني 2001.
- المؤتمر الثالث حول: «إدارة المكتبات في البيئة الرقمية: المعارف والكفاءات والجودة»، مدينة بيروت - لبنان في شهر تشرين الثاني 2002.
- المؤتمر الرابع عشرحول: «هندسة المعرفة في الوطن العربي»، مدينة طرابلس ليبيا في شهر كانون الأول 2003.
- المؤتمر الخامس عشر حول: «المكتبة العربية والتنمية الثقافية في عالم متغير»، مدينة الإسكندرية بجمهورية مصر العربية في شهر كانون الأول 2004.
- المؤتمر السادس عشر حول: «المكتبات ومراكز المعلومات ودورها في إرساء مجتمع المعلومات»، مدينة الحمامات –تونس، آذار 2005.
- المؤتمر السابع عشر حول: «لنعمل على إتاحة المعلومات للجميع: الشراكة بين المكتبيين والأرشيفيين»، مدينة الجزائر في شهر آذار 2006.
المؤتمر الثامن عشر حول: مهنة المكتبات وتحديات الواقع والمستقبل ودور ها في الوصول الحر للمعلومات العلمية، جدة (المملكة العربية السعودية) في نوفمبر 2007.
المؤتمر التاسع عشر حول: التعاون بين مؤسسات ومرافق المعلومات العربية في عصر الرقمنة، القاهرة (جمهورية مصر العربية) في نوفمبر 2008.
المؤتمر العشرون حول: نحو جيل جديد من نظم المعلومات والمتخصصين: رؤية مستقبلية، الدار البيضاء
(المملكة المغربية) في ديسمبر 2009.
المؤتمر الحادي والعشرون حول: المكتبة العربية الرقمية عربي@ نا: الضرورة، الفرص والتحديات، بيروت (لبنان) نوفمبر سنة 2010.
المؤتمر الثاني والعشرون حول: نظم وخدمات المعلومات المتخصصة في مؤسسات المعلومات العربية: الواقع والتحديات والطموحات، الخرطوم (السودان) 18-21 ديسمبر سنة 2011.
المؤتمر الثالث والعشرون حول: الحكومة والمجتمع والتكامل في بناء المجتمعات المعرفية العربية بالتعاون مع وزارة الثقافة والفنون والتراث القطرية الدوحة (قطر) 18-20 نوفمبر 2012
المؤتمر الرابع والعشرون حول: مهنة ودراسات المكتبات والمعلومات: الواقع والتوجهات المستقبلي، بالتعاون مع جامعة طيبة ـ المدينة المنورة (السعودية) 25-28 نوفمبر 2013.

## منشورات الاتحاد العربي للمكتبات والمعلومات
1- التكشيف والتصنيف بمراكز المعلومات العربية يليه مداولات ومناقشة مشروع الاتحاد العربي للمكتبات والمعلومات: وقائع المؤتمر 1 / الاتحاد العربي للمكتبات والمعلومات، الحمامات، 23 – 26 فيفري 1988 ؛ إشراف وحيد قدورة؛ مراجعة وتقديم عبد الجليل التميمي. – تونس: منشورات مركز الدراسات والبحوث العثمانية والموريسكية والتوثيق والمعلومات؛ الرياض: مكتبة فهد الوطنية، 1991. – 179 ص. ؛ 24 سم.
2- تقنيات المعلومات والاتصالات في الوطن العربي: تحديات المستقبل: وقائع المؤتمر 2 / الاتحاد العربي للمكتبات والمعلومات، تونس، 18 – 21 جانفي 1989 ؛ جمع وتقديم عبد المجيد بوعزة، وحيد قدورة. – تونس: منشورات الاتحاد العربي للمكتبات والمعلومات؛ المنظمة العربية للتربية والثقافة والعلوم 1991. – 334 ص. ؛ 24 سم.
3- المعلومات في خدمة التنمية بالبلاد العربية: وقائع المؤتمر 3 / الاتحاد العربي للمكتبات والمعلومات، تونس 20-23 أكتوبر 1991.- زغوان: منشورات مركز الدراسات والبحوث العثمانية والمورسكية والتوثيق والمعلومات، تونس: مركز التوثيق القومي، 1993. – 466 ص. ؛ 24 سم.
4- المكتبات الجامعية دعامة للبحث العلمي والعمل التربوي في الوطن العربي: وقائع المؤتمر 4 / الاتحاد العربي للمكتبات والمعلومات، مركز سيرمدي، مركز التوثيق القومي، زغوان، 4 – 6 ديسمبر 1993. – زغوان: منشورات مركز الدراسات والبحوث العثمانية والموريسكية والتوثيق والمعلومات ؛ تونس: مركز التوثيق القومي، 1994. – 405 ص.؛ 24 سم. ردمك 4- 34-719-9973
5- وضعية دراسات المكتبات والمعلومات في الوطن العربي: التوجهات المستقبلية: وقائع المؤتمر 5 / الاتحاد العربي للمكتبات والمعلومات، مؤسسة متبعم، مركز التوثيق القومي، زغوان، 21– 23 أكتوبر 1994.- زغوان: منشورات مؤسسة التميمي للبحث العلمي والمعلومات ؛ تونس: مركز التوثيق القومي، 1995. – 461 ص. ؛ 24 سم. ردمك 6-50-719-9973/ ردمك 4-70-915-9973.
6- المكتبات الوطنية والعامة ودورها في إرساء النظم العربية للمعلومات: وقائع المؤتمر 6 / الاتحاد العربي للمكتبات والمعلومات، أفترسي، مركز التوثيق القومي، زغوان، 24-26 أكتوبر 1995. - زغوان: منشورات مؤسسة التميمي للبحث العلمي والمعلومات ؛ تونس: مركز التوثيق القومي، 1996. – 367 ص. ؛ 24 سم. ردمك 8-63-719-9973/ردمك 9-73-715-9973.
7- النشر والضبط الببليوغرافي للنتاج الفكري العربي: وقائع المؤتمر 7 / الاتحاد العربي للمكتبات والمعلومات، وزارة الثقافة الأردنية، عمان، 2-6 نوفمبر 1996.- عمان: أمانة عمان الكبرى، 1997. – 552 ص. ؛ 24سم.
8- تكنولوجيا المعلومات في المكتبات ومراكز المعلومات العربية بين الواقع وتحديات المستقبل: وقائع المؤتمر 8 / الاتحاد العربي للمكتبات والمعلومات، القاهرة، 1-4 نوفمبر 1997. – 497 ص. ؛ 24 سم. ردمك 2- 553 – 270 – 9773.
9- الإستراتيجية العربية الموحدة للمعلومات في عصر الاتصالات: وقائع المؤتمر 9 / المنظمة العربية للتربية والثقافة والعلوم، الاتحاد العربي للمكتبات والمعلومات، دمشق، 21-25 أكتوبر 1998.- تونس: المنظمة العربية للتربية والثقافة والعلوم؛ الاتحاد العربي للمكتبات والمعلومات، 1999.- 740 ص. ؛ 24 سم.
10- المكتبة الإلكترونية والنشر الإلكتروني وخدمات المعلومات في الوطن العربي: الآفاق والتحديات: وقائع المؤتمر 10 / الاتحاد العربي للمكتبات والمعلومات، نابل، 8-12 أكتوبر 1999؛ جمع وتقديم وحيد قدورة. – تونس: المعهد الأعلى للتوثيق ؛ الاتحاد العربي للمكتبات والمعلومات، 2001. – 612 ص. ؛ 24سم. ردمك 7-08-904-9973.
11- نحو بناء إستراتيجية لدخول الإنتاج الفكري المكتوب باللغة العربية في الفضاء الإلكتروني: وقائع المؤتمر 11 / الاتحاد العربي للمكتبات والمعلومات، القاهرة، 12-16 أوت 2000 ؛ إشراف وحيد قدورة. – تونس: الاتحاد العربي للمكتبات والمعلومات ؛ الرياض: مكتبة الملك عبد العزيز العامة، 2001. –576 ص. ؛ 24سم.
12- المكتبات العربية في مطلع الألفية الثالثة: بنى وتقنيات وكفاءات متطورة: وقائع المؤتمر 12 / الاتحاد العربي للمكتبات والمعلومات، جامعة الشارقة، الشارقة، 5-8 نوفمبر 2001.- تونس: الاتحاد العربي للمكتبات والمعلومات ؛ الشارقة: جامعة الشارقة، 2002. – 24 سم.
13- الحركة المكتبية والمعلوماتية العربية في نشرية صدى الاتحاد جوان/حزيران 1995 – جانفي/كانون الثاني 1998 / الاتحاد العربي للمكتبات والمعلومات ومؤسسة التميمي للبحث العلمي والمعلومات، زغوان – فيفري / شباط 1998.
14- الحركة المكتبية والمعلوماتية العربية في نشرية صدى الاتحاد المجلد الثاني فيفري/شباط 1998 – جويلية/تموز 2000 (الأعداد من 26 إلى 54) / الاتحاد العربي للمكتبات والمعلومات ومؤسسة التميمي للبحث العلمي والمعلومات، زغوان – جويلية / تموز 2000.
15- إدارة المعرفة في البيئة الرقمية: المعارف والكفاءات والجودة، وقائع المؤتمر الثالث عشر للاتحاد العربي للمكتبات والمعلومات، بيروت،29أكتوبر-1نوفمبر 2002/اشراف وحيد قدورة- تونس: الاتحاد العربي للمكتبات والمعلومات، المنظمة العربية للتربية والثقافة والعلوم،2003.-622ص. ردمك 6-3-9785-9973 ISBN

## الدورات التدريبية
أعطى الاتحاد أهمية خاصة، للتكوين والرسكلة، نظرا لدورهما الهام في مواكبة آخر التطورات والمستجدات التكنولوجية، وفيما يلي نذكر بعضا من هذه الدورات:
- دورة تدريبية حول تكنولوجيا رقمنة المعلومات بالجمهورية التونسية من 8-12 تموز 2003.
- دورة تدريبية حول المكتبات الرقمية العربية بين الواقع وتطلعات المستقبل من 21-25 تموز. 2003. بيروت.
- ورشة عمل متخصصة في معايير مارك العالمية، بالجمهورية التونسية في 19-22 كانون الأول 2005.
- دورة تدريبية حول الوصول للنظم الافتراضية في المكتبات ومرافق الأرشيف والمعلومات من خلال برمجيات اليونسكو (مينيسيس) بالجمهورية التونسية،5-9 آذار 2005.
- دورة مارك 21 من تنظيم الاتحاد أقيمت في مصر، خلال الفترة 1-7 نيسان 2006.
- دورة تدريبية حول المكتبة العامة: من المهام إلى البرامج العملية من 9 - 13 تموز 2007، تونس.
- دورة تنظيم الوثائق الإدارية: الأرشيف والأرشفة الإلكترونية بطرابلس، ليبيا، 08-12 تموز 2007.

## اتفاقيات التعاون
عمل الاتحاد العربي للمكتبات والمعلومات على توطيد أواصر التعاون، وتمتين علاقاته مع مختلف الأطراف العاملة في قطاع المكتبات والمعلومات، من جمعيات ومؤسسات متخصصة في الوطن العربي، وذلك من أجل تنسيق الجهود بين الشركاء والأطراف، للعمل على الارتقاء بالمهنة المكتبية، والرفع من منزلتها، وكذا تشجيع البحوث العلمية والدراسات، في مجال المكتبات والمعلومات. من أهم الاتفاقيات التي أبرمها الاتحاد، نذكر ما يلي:
- اتفاقية مع المنظمة العربية للتربية والثقافة والعلوم سنة 2001.
- اتفاقية مع دار الحكمة سنة 2002 موضوعها عقد امتياز توزيع الكتاب.
- اتفاقية مع المعهد الأعلى للتوثيق بالجمهورية التونسية سنة 2002 تضمنت عقد دورة تدريبية حول «تكنولوجيا رقمنة المعلومات».
- اتفاقية مع شركة مينيزيس أنك (الشبكة) سنة 2003 ومدة الاتفاقية خمس سنوات.
- اتفاقية مع الدار المصرية اللبنانية للطباعة سنة 2003 موضوعها توزيع مطبوعات الاتحاد في كل البلدان العربية.
- اتفاقية مع شركة النظم العربية المتطورة، موضوعها استحداث جائزة سنوية قدرها أربعة آلاف دولار أمريكي، مع درع وشهادة تقديرية، تتحمل تكاليفها شركة النظم، تخصص لرواد مهنة وتخصص المكتبات والمعلومات؛ إضافة إلى تطوير موقع على الإنترنت باللغة العربية لصالح الاتحاد، وتوزيع صدى الاتحاد، مدة هذه الاتفاقية خمسة سنوات قابلة للتجديد، وقد تم تجديدها في 19 ديسمبر 2006.
- اتفاقية مع شركة أرشيماد التونسية، موضوعها: إنشاء موقع للاتحاد العربي للمكتبات والمعلومات على شبكة الإنترنت.
- اتفاقية مع مكتبة الملك عبد العزيز العامة بالمملكة العربية السعودية سنة 2007.

## الأعضاء المؤسسون
سوريا : غسان اللحام،
الجزائر : عبد اللطيف صوفي، محمد بشير يعقوبي.
تونس : عبد الجليل التميمي، عبد الباقي الدالي، علي منصور، وحيد قدورة، المنصف الفخفاخ، عبد الحميد العجمي، زينب قحيس، محسن عقير، ربيع البنوري، رضا بوقرة ؛
السعودية : محمد بن حسن الزير، ناصر سويدان؛
الأردن : يوسف قنديل، عبد الرزاق يونس؛
العراق : عبد الكريم الأمين، جاسم محمد جرجيس ؛
فرنسا : شعبان بن عاشور؛
الكويت : حسين يسرى عليوه ؛
ليبيا : أبو بكر الهوش ؛
مصر : شعبان عبد العزيز خليفة، جمال الخولي، محمد فتحي عبد الهادي؛
اليمن : محمد أحمد السنباني

## المكاتب التنفيذية للإتحاد
1986-1988:
د. وحيد قدورة: رئيسا للإتحاد (تونس)
السيد يوسف قنديل: نائبا للرئيس.(الأردن)
د. جاسم محمد جرجيس أمينا عاما.(العراق)
السيد رشيد عبد الحق: أمين المال.(تونس)
د. أبو بكر الهوش: عضوا (ليبيا)
د. شعبان عبد العزيز خليفة: عضوا (مصر)
د.محمد بن حسن الزبير: عضوا.(السعودية)
1991-1994 :
د. عبد المجيد بوعزة: رئيسا للإتحاد (تونس) ثم حسين الهبايلي
السيد يوسف قنديل: نائبا للرئيس.(الأردن)
د. جاسم محمد جرجيس أمينا عاما.(العراق)
السيد رشيد عبد الحق: أمين المال.(تونس)
د. أبو بكر الهوش: عضوا (ليبيا)
د. شعبان عبد العزيز خليفة: عضوا (مصر)
د. سليمان العقلا: عضوا.
1994-1997:
أ.د. عبد الجليل التميمي: رئيسا للإتحاد (تونس)
أ.د. مبروكة عمر الفرجاني: نائبا للرئيس.(ليبيا)
أ.د.عبد اللطيف صوفي.عضوا.(الجزائر)
أ.د. شعبان عبد العزيز خليفة: عضوا (مصر)
د. سالم محمد سالم: عضوا (السعودية)
د. ربحي مصطفى عليان: عضوا.(الأردن)
السيد أحمد محمد قطان : عضوا.(قطر)
1997-2000:
أ.د. عبد الجليل التميمي، رئيسا (تونس)
د. مصطفى حسام الدين، نائب الرئيس (مصر)
د. محمد ضيف الله، الكتابة الإدارية والمالية (تونس)
أ.د. أبو بكر الهوش، عضو (ليبيا)
أ.د. عبد اللطيف صوفي، عضوا (الجزائر)
السيد سعد الزهري، عضوا (السعودية)
السيدة أمل زاش، عضو (الأردن)
2000-2003:
أ. د. وحيد قدورة، رئيسا (تونس)
د. زين عبد الهادي، نائب الرئيس (مصر)
د. سعد الزهري، أمينا عاما (السعودية)
د. أحمد الكسيبي، أمين المال (تونس)
السيد فيصل حجي، عضوا (الإمارات)
د. نزهة بن الخياط، عضوا (المغرب)
د. هاني العمد، عضوا (الأردن)
2003-2006:
أ.د. مبروكة عمر الفرجاني (مبروكة عمر محيريق الفرجاني)، رئيسا (ليبيا)
أ.د. حسناء محجوب، نائب الرئيس (مصر)
د. خالد الحبشي، أمينا عاما (تونس)
السيد رشيد عبد الحق، أمين المال (تونس)
السيد عبد الله الجنيد، عضوا (اليمن)
السيد نجيب الخطيب، عضوا (السعودية)
د. هاني العمد، عضوا (الأردن)
2006-2008:
د. سعد الزهري، رئيسا. (السعودية)
د. ناجية قموح، نائب الرئيس (الجزائر)
د. يسرى الصغير، أمينة عامة (تونس)
السيد عبد العزيز السبيعي، أمين المال (تونس)
د. أماني جمال، عضوا (مصر)
السيدة كلاريس شبلي، عضوا (لبنان)
-السيدة أمل زاش، عضوا (الأردن)
2008-2010:
د. حسن السريحي، رئيسا. (السعودية)
د. هشام عزمي، نائب الرئيس (مصر)
السيد صلاح الدين بن عيسى (أمينا عاما -تونس)
السيد نبيل بن عمار (أمين المال -تونس)
د. ربحي عليان، عضوا (الأردن)
السيدة سعاد العتيقي، عضوا (الكويت)
د. محمد عبد الله عيسوي، عضوا (السودان)

## وصلة خارجية
الاتحاد العربي للمكتبات والمعلومات[وصلة مكسورة]
1. ↑  وصلة مرجع: https://arab-afli.org/%D8%AA%D8%A7%D8%B1%D9%8A%D8%AE_%D8%A7%D9%84%D8%A7%D8%AA%D8%AD%D8%A7%D8%AF. الوصول: 22 أبريل 2024.
2. 1 2 3 4  مذكور في: GRID Release 2017-05-22. تاريخ النشر: 22 مايو 2017. مُعرِّف الغرض الرَّقميُّ (DOI): 10.6084/M9.FIGSHARE.5032286.
3. ↑  وصلة مرجع: https://web.archive.org/web/20230803111744/https://cdn.ifla.org/wp-content/uploads/ifla-members-and-association-affiliates_2023-07-21.pdf. الوصول: 3 أغسطس 2023.
4. ↑  وصلة مرجع: https://www.ifla.org/wp-content/uploads/2019/05/assets/hq/publications/ifla-publications-112-114/data-control-sheet-Tunisia.pdf. الوصول: 22 أبريل 2024.
5. ↑  وصلة مرجع: https://arab-afli.org/%D8%A7%D9%84%D9%86%D8%B8%D8%A7%D9%85_%D8%A7%D9%84%D8%A3%D8%B3%D8%A7%D8%B3%D9%8A_%D9%84%D9%84%D8%A7%D8%AA%D8%AD%D8%A7%D8%AF_%D8%A7%D9%84%D8%B9%D8%B1%D8%A8%D9%8A_%D9%84%D9%84%D9%85%D9%83%D8%AA%D8%A8%D8%A7%D8%AA_%D9%88%D8%A7%D9%84%D9%85%D8%B9%D9%84%D9%88%D9%85%D8%A7%D8%AA_%D8%A7%D8%B9%D9%84%D9%85_. الوصول: 15 فبراير 2025.